# Solignac
Pour les articles homonymes, voir Solignac (homonymie) et Salignac.
Solignac est une commune française située dans le département de la Haute-Vienne, en région Nouvelle-Aquitaine.
Ses habitants sont appelés les Solignacois(es).

## Géographie

### Localisation
Solignac est une commune du sud de l'agglomération de Limoges, dont elle est distante d'environ dix kilomètres.
Elle est située au bord de la Briance, et jouxte le bourg du Vigen.

### Communes limitrophes
Les communes limitrophes sont Condat-sur-Vienne, Jourgnac, Limoges et Le Vigen.
| Condat-sur-Vienne | Limoges  |          |
|                   | Solignac |          |
| Jourgnac          |          | Le Vigen |

### Climat
Pour des articles plus généraux, voir Climat de la Nouvelle-Aquitaine et Climat de la Haute-Vienne.
Historiquement, la commune est exposée à un climat océanique limousin.  
En 2020, Météo-France publie une typologie des climats de la France métropolitaine dans laquelle la commune est exposée à un climat océanique altéré et est dans la région climatique  Ouest et nord-ouest du Massif Central, caractérisée par une pluviométrie annuelle de 900 à 1 500 mm, maximale en automne et en hiver.
Pour la période 1971-2000, la température annuelle moyenne est de 11,6 °C, avec une amplitude thermique annuelle de 15,1 °C. Le cumul annuel moyen de précipitations est de 1 034 mm, avec 13,8 jours de précipitations en janvier et 8 jours en juillet. Pour la période 1991-2020, la température moyenne annuelle observée sur la station météorologique la plus proche, située sur la commune de Limoges à 11 km à vol d'oiseau, est de 11,8 °C et le cumul annuel moyen de précipitations est de 1 018,0 mm,. Pour l'avenir, les paramètres climatiques de la commune estimés pour 2050 selon différents scénarios d’émission de gaz à effet de serre sont consultables sur un site dédié publié par Météo-France en novembre 2022.

## Urbanisme

### Typologie
Au 1er janvier 2024, Solignac est catégorisée commune rurale à habitat dispersé, selon la nouvelle grille communale de densité à sept niveaux définie par l'Insee en 2022.
Elle est située hors unité urbaine. Par ailleurs la commune fait partie de l'aire d'attraction de Limoges, dont elle est une commune de la couronne,. Cette aire, qui regroupe 127 communes, est catégorisée dans les aires de 200 000 à moins de 700 000 habitants,.

### Occupation des sols
L'occupation des sols de la commune, telle qu'elle ressort de la base de données européenne d’occupation biophysique des sols Corine Land Cover (CLC), est marquée par l'importance des territoires agricoles (77,5 % en 2018), une proportion identique à celle de 1990 (77,5 %). La répartition détaillée en 2018 est la suivante : 
prairies (55,6 %), zones agricoles hétérogènes (21,9 %), forêts (16,5 %), zones urbanisées (6 %). L'évolution de l’occupation des sols de la commune et de ses infrastructures peut être observée sur les différentes représentations cartographiques du territoire : la carte de Cassini (XVIIIe siècle), la carte d'état-major (1820-1866) et les cartes ou photos aériennes de l'IGN pour la période actuelle (1950 à aujourd'hui).

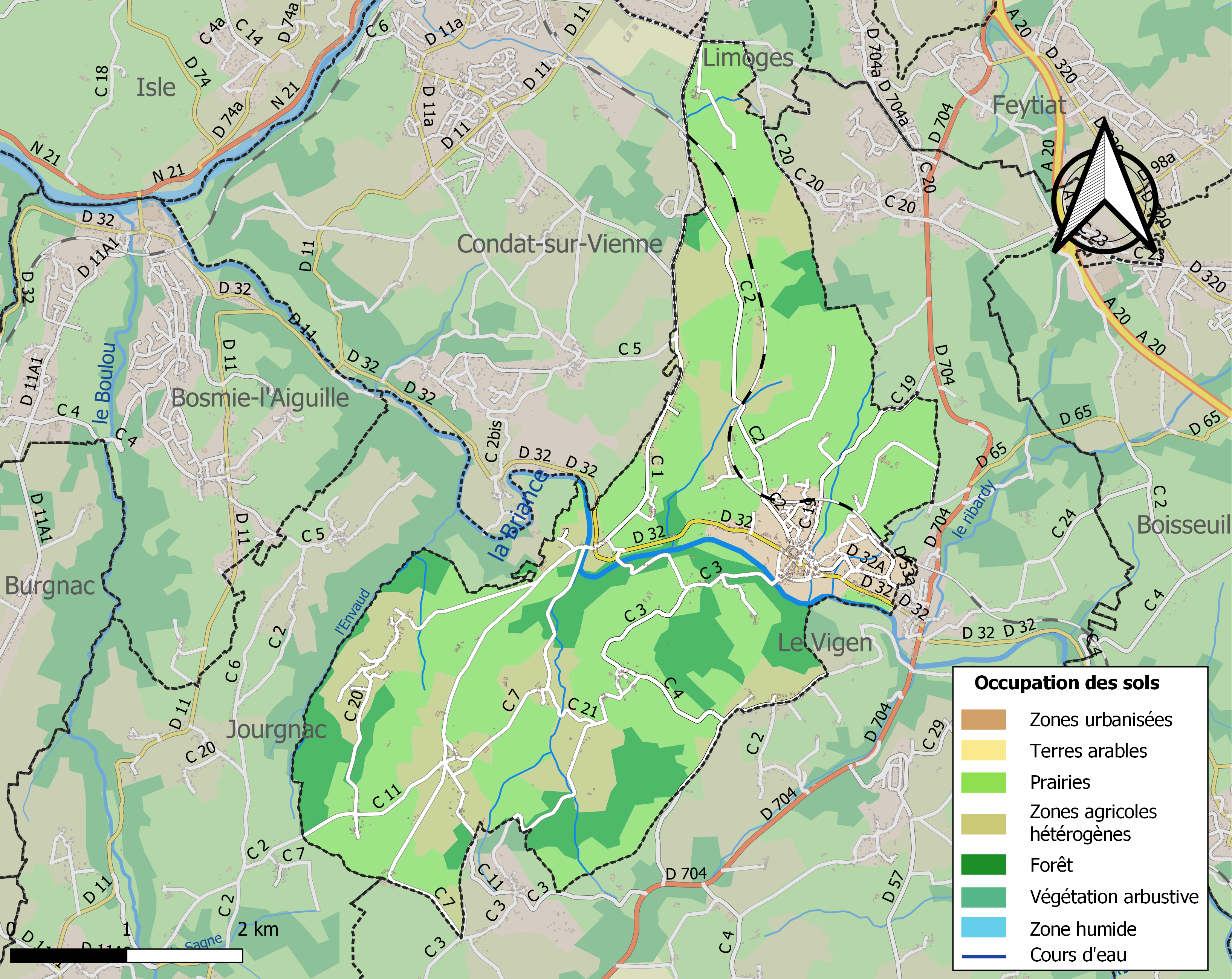
Carte des infrastructures et de l'occupation des sols de la commune en 2018 (CLC).

### Risques majeurs
Le territoire de la commune de Solignac est vulnérable à différents aléas naturels : météorologiques (tempête, orage, neige, grand froid, canicule ou sécheresse), inondations et séisme (sismicité faible). Il est également exposé à un risque technologique, la rupture d'un barrage, et à un risque particulier : le risque de radon. Un site publié par le BRGM permet d'évaluer simplement et rapidement les risques d'un bien localisé soit par son adresse soit par le numéro de sa parcelle.

#### Risques naturels
Certaines parties du territoire communal sont susceptibles d’être affectées par le risque d’inondation par débordement de cours d'eau, notamment la Briance. La commune a été reconnue en état de catastrophe naturelle au titre des dommages causés par les inondations et coulées de boue survenues en 1982, 1993 et 1999,. Le risque inondation est pris en compte dans l'aménagement du territoire de la commune par le biais du plan de prévention des risques inondation (PPRI) « Briance aval », approuvé le 13 janvier 1999.

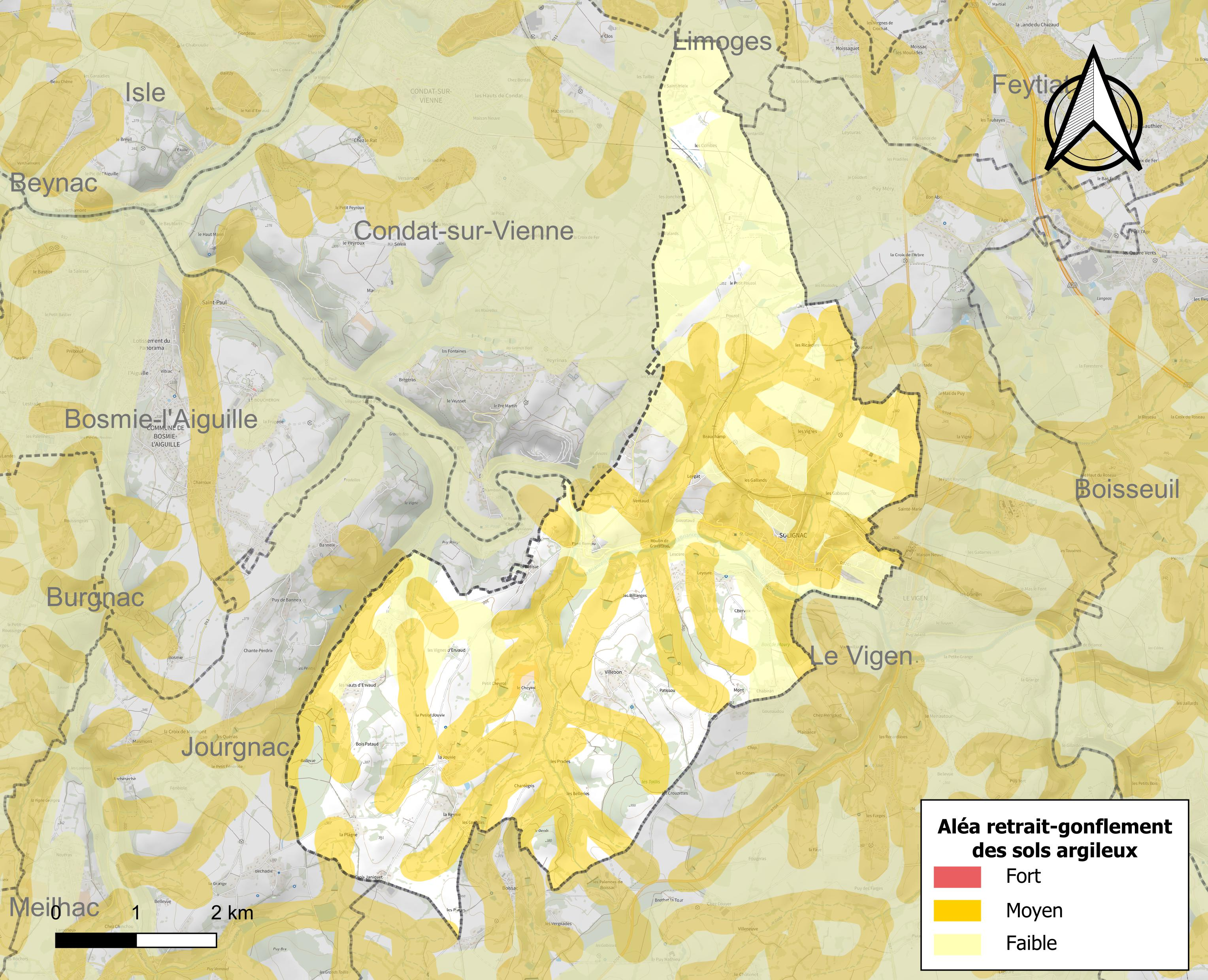
Carte des zones d'aléa retrait-gonflement des sols argileux de Solignac.

Le retrait-gonflement des sols argileux est susceptible d'engendrer des dommages importants aux bâtiments en cas d’alternance de périodes de sécheresse et de pluie. 48,9 % de la superficie communale est en aléa moyen ou fort (27 % au niveau départemental et 48,5 % au niveau national métropolitain). Depuis le 1er octobre 2020, en application de la loi ÉLAN, différentes contraintes s'imposent aux vendeurs, maîtres d'ouvrages ou constructeurs de biens situés dans une zone classée en aléa moyen ou fort,.
La commune a été reconnue en état de catastrophe naturelle au titre des dommages causés par des mouvements de terrain en 1999.

#### Risque technologique
La commune est en outre située en aval des barrages de Lavaud-Gelade, dans la Creuse, de Saint-Marc et de Vassivière, des ouvrages de classe A. À ce titre elle est susceptible d’être touchée par l’onde de submersion consécutive à la rupture de cet ouvrage.

#### Risque particulier
Dans plusieurs parties du territoire national, le radon, accumulé dans certains logements ou autres locaux, peut constituer une source significative d’exposition de la population aux rayonnements ionisants. Selon la classification de 2018, la commune de Solignac est classée en zone 3, à savoir zone à potentiel radon significatif.

## Toponymie
Du latin Solemniacum (suffixe « acum » de langue gauloise), nom de propriété gallo-romain.
En est issu Solignac en français et Solenhac en limousin, dialecte de langue occitane.

## Histoire
Le bourg de Solignac est construit à l'emplacement d'une ancienne villa gallo-romaine nommée Solemnius. Selon l'historien Fustel de Coulanges, le nom de Solignac dérive du nom du propriéraire romain primitif Solemnis ayant constitué le domaine le premier.
Saint Éloi naquit en 588, à Chaptelat. Il apprend son métier d’orfèvre à l’atelier de Limoges, puis va travailler à Paris sous les ordres du trésorier du roi. Son talent et sa probité le font remarquer par Clotaire II qui en fait son trésorier ; mais c'est surtout la confiance du roi Dagobert qui permet à saint Éloi de déployer toutes ses capacités de ministre. Titulaire de l’évêché de Noyon, saint Éloi a pourtant la nostalgie du pays natal : c'est alors qu’il demande au roi la terre de Solignac pour y fonder le monastère où il compte aller mourir en paix. « Mon roi et maître, que ta bonté veuille m’accorder pour que je puisse y construire une échelle pour toi et pour moi, par laquelle nous mériterons de monter tous deux dans le royaume céleste. » Le roi répondit favorablement à cette sollicitation. Le premier abbé fut saint Remacle, qui quitta l’abbaye quelques années plus tard pour être nommé évêque de Maastricht.
La règle suivie était celle de Luxeuil, c’est-à-dire qu'elle était inspirée des prescriptions de saint Colomban et de saint Benoît. Au VIIIe siècle, l'abbaye est plusieurs fois saccagée par les Sarrasins causant de nombreux dégâts ; à la suite de cela, les moines reçoivent des privilèges qui seront confirmés au cours des siècles par les papes successifs. En 820, l'abbé Aigulf impose la règle bénédictine, quarante ans plus tard, l’abbaye est incendiée et pillée par les Vikings.
Sous les carolingiens, Solignac était le chef-lieu d'une viguerie incluant, entre autres, Cussac-sur-Loire.
Aux XIIe et XIIIe siècles, forte de la protection royale et riche de ses reliques, l'abbaye contrôlait près de vingt églises paroissiales et possédait des terres en Montagne limousine, parmi lesquelles le château de Chalucet, et dans le Bas Limousin (la Corrèze actuelle). Le bourg marchand, situé sur l'axe nord-sud qui relie Périgueux à Limoges, se développa hors des remparts qui ceinturaient le domaine abbatial. L’actuelle abbatiale fut construite à cette époque : dans la première moitié du XIIe siècle, on construisit la nef, dans la seconde moitié le chœur et le transept (après l'incendie de 1178) et le clocher-porche au début du XIIIe siècle. En 1388, des bandes anglaises incendient le chœur de l'église.
Ruinée au XVIe siècle par les guerres de Religion et les révoltes paysannes, l'abbaye se releva pendant la Contre-Réforme catholique, lorsqu'en 1619, l'abbé, suivant l'exemple de l'abbaye Saint-Augustin-lès-Limoges, fit appel à six moines de Saint-Maur qui restaurèrent la règle bénédictine. Mais ils se heurtèrent à l'hostilité des moines en place ; l'abbaye fut partagée et les mauristes se contentèrent d'une petite chapelle jusqu'à ce que la mort emporte les opposants. Remise en état, l'abbatiale retrouva sa fonction en 1635. Cent ans plus tard, le cloître et les bâtiments conventuels furent entièrement reconstruits.
Au XVIIIe siècle, la commune portait le nom de Salignac (cf. la carte de Cassini).
L'abbaye, qui comptait encore quatorze moines à la Révolution, connut ensuite bien des vicissitudes. Pensionnat de jeunes filles sous l'Empire, elle fut convertie en fabrique de porcelaine sous Louis XVIII, et ce, jusqu'à la crise des années 1930. Les normaliens d'Obernai (Bas-Rhin) y trouvèrent refuge de 1939 à 1945. Avec les oblats de Marie qui en prirent possession en 1946, les bâtiments retrouvèrent leur vocation spirituelle, d'abord comme séminaire, ensuite comme lieu de retraite.
À la création du département de la Haute-Vienne, 1790, Solignac est érigée en chef-lieu d'un canton comprenant également les communes du Vigen, Feytiat, Boisseuil et Jourgnac. Son territoire ne dépasse guère les dimensions de la ville de Solignac actuelle et constitue une enclave dans la commune du Vigen dont le territoire était celui des deux communes moins l'enclave. Solignac est rattachée au Vigen par l'ordonnance du 25 février 1818. En 1871, une large fraction du Vigen est détachée de cette commune pour être rétablie en commune distincte. La nouvelle commune est environ cinq fois plus étendue que l'ancienne. La décision de ce rétablissement, prise irrégulièrement par le conseil général, est régularisée par la loi du 29 juillet 1890.

### Le serment de Solignac
Le 4 décembre 1966, plusieurs jeunes premiers en politique, fidèles gaullistes envoyés par Georges Pompidou pour reconquérir des terres radical-socialistes, socialistes et communistes du Centre-Ouest aux législatives de 1967, se réunissent à Solignac pour officialiser leur engagement. Ces dix « jeunes loups de Pompidou » ambitieux sont Jean Charbonnel, Jean-Baptiste Brugeaud, Philippe Chabassier, Bernard Pons, Jean-Pierre Dannaud, Claude Binet, Pierre Mazeaud, Auguste Mazet, Louis Limoujoux, Jacques Chirac (rejoint par Henri Belcour),. Cet engagement est resté dans l'histoire politique comme étant le « Serment de Solignac ».

## Politique et administration

### Liste des maires
| Période                                  | Période  | Identité                   | Étiquette | Qualité                                               |
| ---------------------------------------- | -------- | -------------------------- | --------- | ----------------------------------------------------- |
| Les données manquantes sont à compléter. |          |                            |           |                                                       |
| ?                                        | ?        | Pierre Bassard (1947-2007) | PS        | Suppléant du député Claude Lanfranca (1997-2002)      |
| mars 2001                                | 2008     | Alain Devaud               |           |                                                       |
| mars 2008                                | mai 2020 | Yvette Aubisse             | DVG       |                                                       |
| mai 2020                                 | En cours | Alexandre Portheault       | DVG       | Chef d'entreprise Conseiller départemental remplaçant |

### Jumelages
- Stavelot (Belgique)
- Riba-roja d'Ebre (Espagne)

## Démographie
L'évolution du nombre d'habitants est connue à travers les recensements de la population effectués dans la commune depuis 1793. Pour les communes de moins de 10 000 habitants, une enquête de recensement portant sur toute la population est réalisée tous les cinq ans, les populations de référence des années intermédiaires étant quant à elles estimées par interpolation ou extrapolation. Pour la commune, le premier recensement exhaustif entrant dans le cadre du nouveau dispositif a été réalisé en 2006.

En 2022, la commune comptait 1 561 habitants, en évolution de −0,64 % par rapport à 2016 (Haute-Vienne : −0,68 %, France hors Mayotte : +2,11 %).
| 1793 | 1800 | 1806 | 1821  | 1831  | 1836  | 1841  | 1846  | 1851  |
| ---- | ---- | ---- | ----- | ----- | ----- | ----- | ----- | ----- |
| 640  | 471  | 528  | 2 501 | 2 784 | 2 773 | 2 651 | 2 754 | 3 054 |

| 1856  | 1861  | 1866  | 1872 | 1876 | 1881 | 1886  | 1891  | 1896  |
| ----- | ----- | ----- | ---- | ---- | ---- | ----- | ----- | ----- |
| 2 873 | 2 856 | 2 952 | 902  | 825  | 887  | 1 053 | 1 351 | 1 360 |

| 1901  | 1906  | 1911  | 1921  | 1926  | 1931  | 1936  | 1946  | 1954  |
| ----- | ----- | ----- | ----- | ----- | ----- | ----- | ----- | ----- |
| 1 285 | 1 270 | 1 233 | 1 201 | 1 144 | 1 099 | 1 060 | 1 067 | 1 225 |

| 1962  | 1968  | 1975  | 1982  | 1990  | 1999  | 2006  | 2011  | 2016  |
| ----- | ----- | ----- | ----- | ----- | ----- | ----- | ----- | ----- |
| 1 158 | 1 060 | 1 121 | 1 244 | 1 345 | 1 367 | 1 454 | 1 510 | 1 571 |

| 2021  | 2022  | - | - | - | - | - | - | - |
| ----- | ----- | - | - | - | - | - | - | - |
| 1 568 | 1 561 | - | - | - | - | - | - | - |

## Culture locale et patrimoine

### Lieux et monuments
- Abbaye[36] (XVIIIe siècle) : elle est le résultat des dernières restaurations effectuées par les moines mauristes avant la Révolution française ;
- Abbatiale Saint-Pierre-Saint-Paul de Solignac, devenue église paroissiale sous le nom d'église Saint-Michel de Solignac[37] (XIIe siècle) : elle constitue l'un des chefs-d'œuvre de l'architecture romane en Limousin, qui a le plus profondément subi les influences de l'école périgourdine. La nef est couverte de coupoles à l'image des églises périgourdines. Les arcatures de la nef reposent sur des chapiteaux sculptés dont la signification nous est encore inconnue. Elle renferme de magnifiques stalles en chêne et une peinture du XVe siècle représentant saint Christophe. Un trésor aménagé dans une chapelle abrite différents objets liturgiques, des reliquaires, des statues, etc. ;
- Le château de la Borie (XVIIe siècle) : entre Limoges et Solignac, un château du XVIIe siècle construit par les Malledent pendant les guerres de Religion et entièrement restauré, de style Renaissance tardif, est aujourd'hui la propriété de la fondation La Borie, fondation consacrée à la musique et aux arts du son[38] ;
- Pont Rompu (XIIIe siècle) : situé sur la route de Saint-Jacques-de-Compostelle, il fut en partie détruit lors des inondations de 1993. Le 4 septembre 1998, une croix en granite, semblable à celle dont font mention des documents anciens, a été placée au milieu du pont à l'initiative de l'association Renaissance de Solignac - Le Vigen ;
- Vieux pont (XIIIe siècle) : situé au pied de la ville, il permettait aux pèlerins de Saint-Jacques-de-Compostelle de traverser la Briance ;
- Gare de Solignac - Le Vigen ;
- Rocher de Saint Eloi : Rocher où Saint Eloi aurait eu l'habitude de prier, et d'où il a, selon la légende, lancé un marteau qui en s'enfonçant aurait fait jaillir une source (ou qui aurait indiqué l'emplacement de la future abbaye)[39].

### Galeries

Abbaye Saint-Pierre-Saint-Paul de Solignac
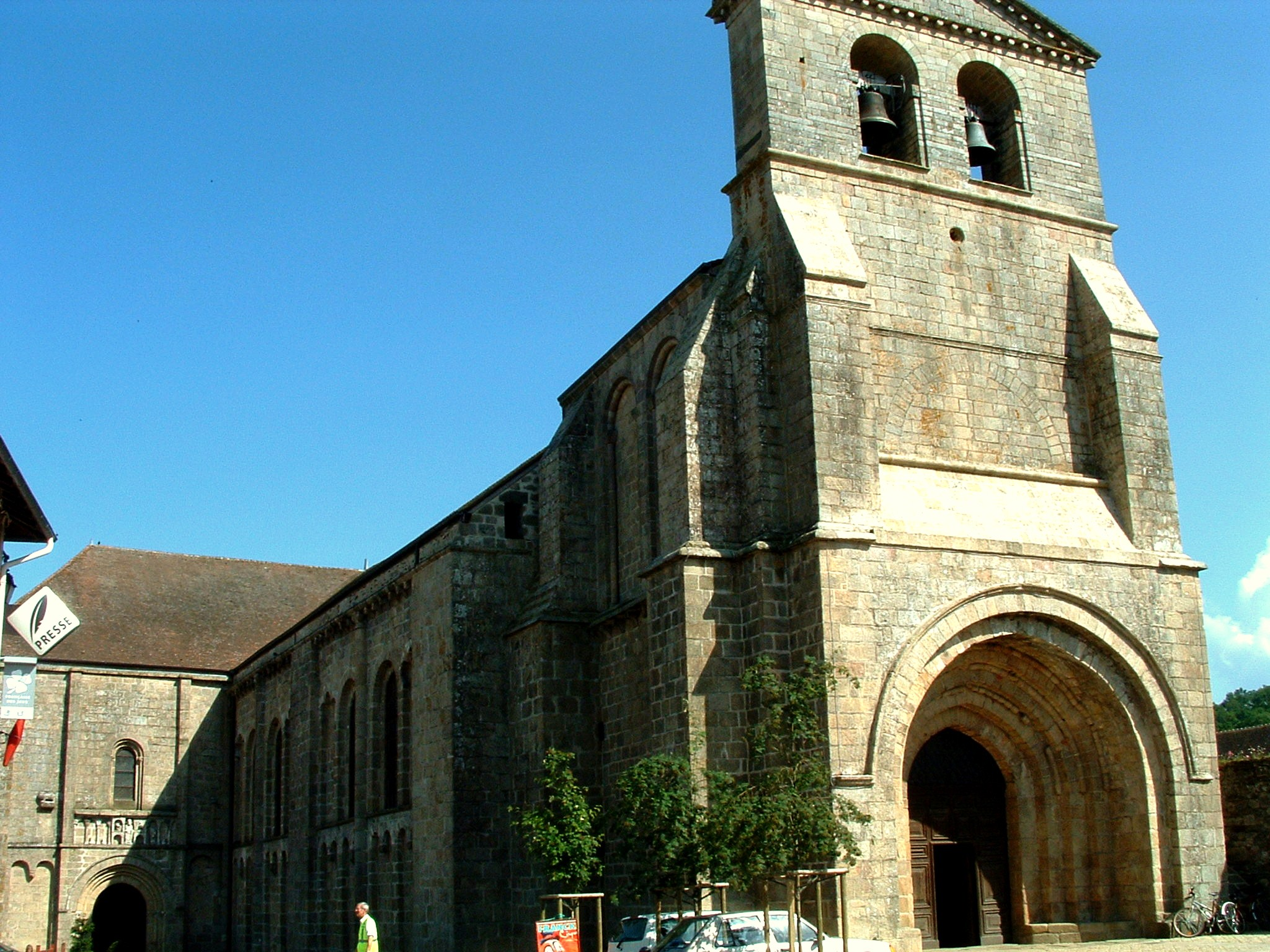
Tour-porche et côté nord de l'abbatiale.
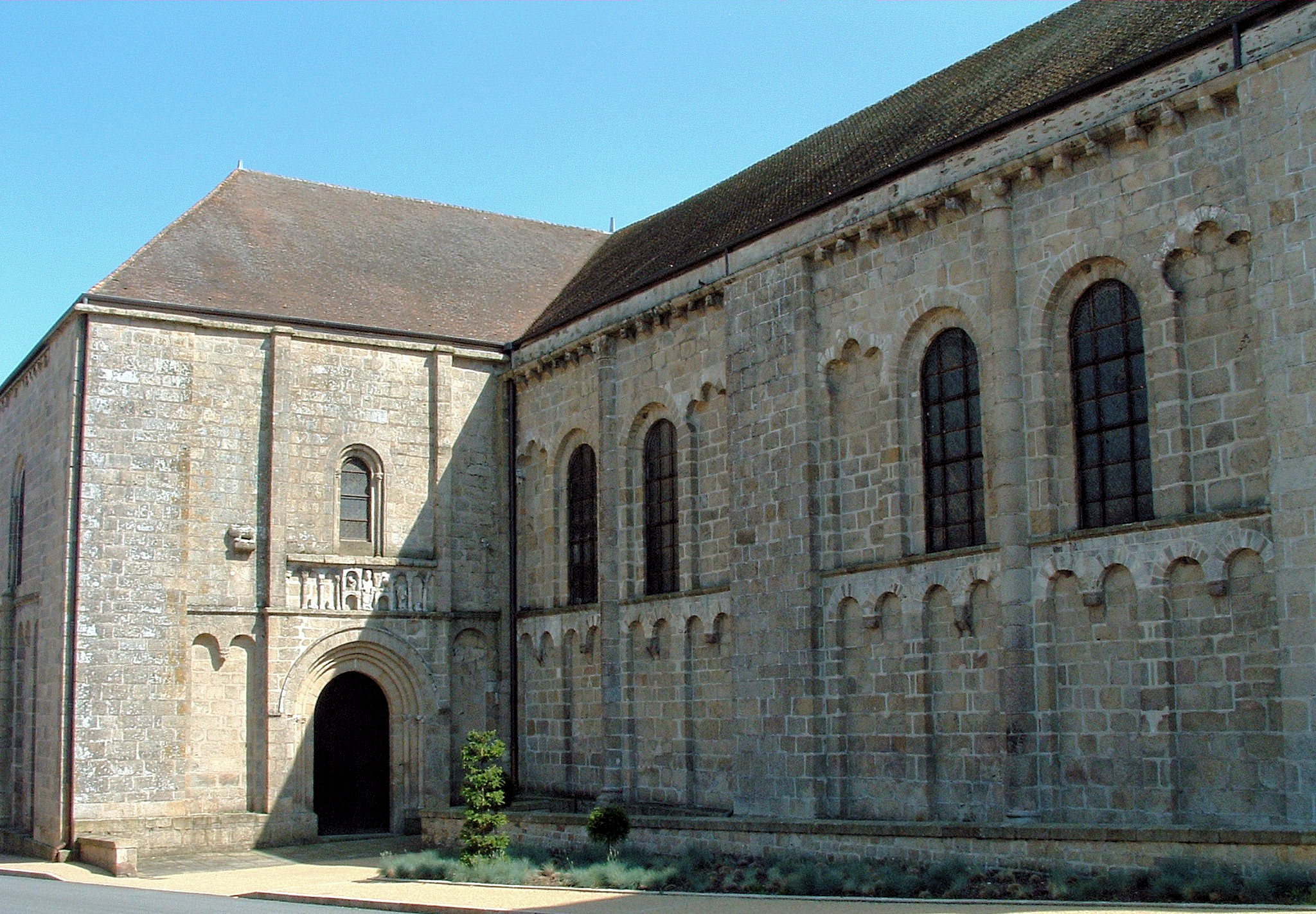
Façade latérale nord et entrée dans la bras nord du transept.
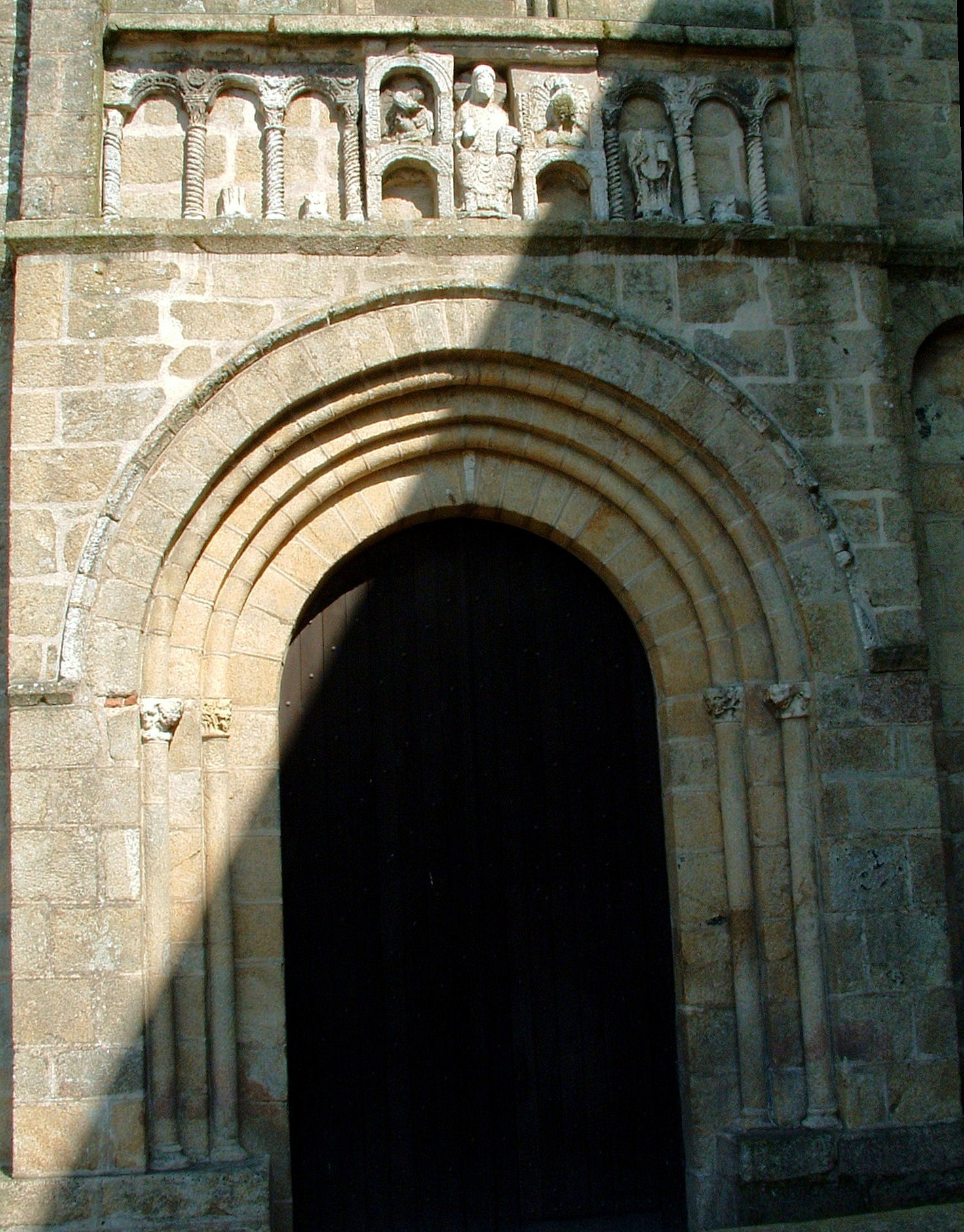
Porte du bras nord du transept.
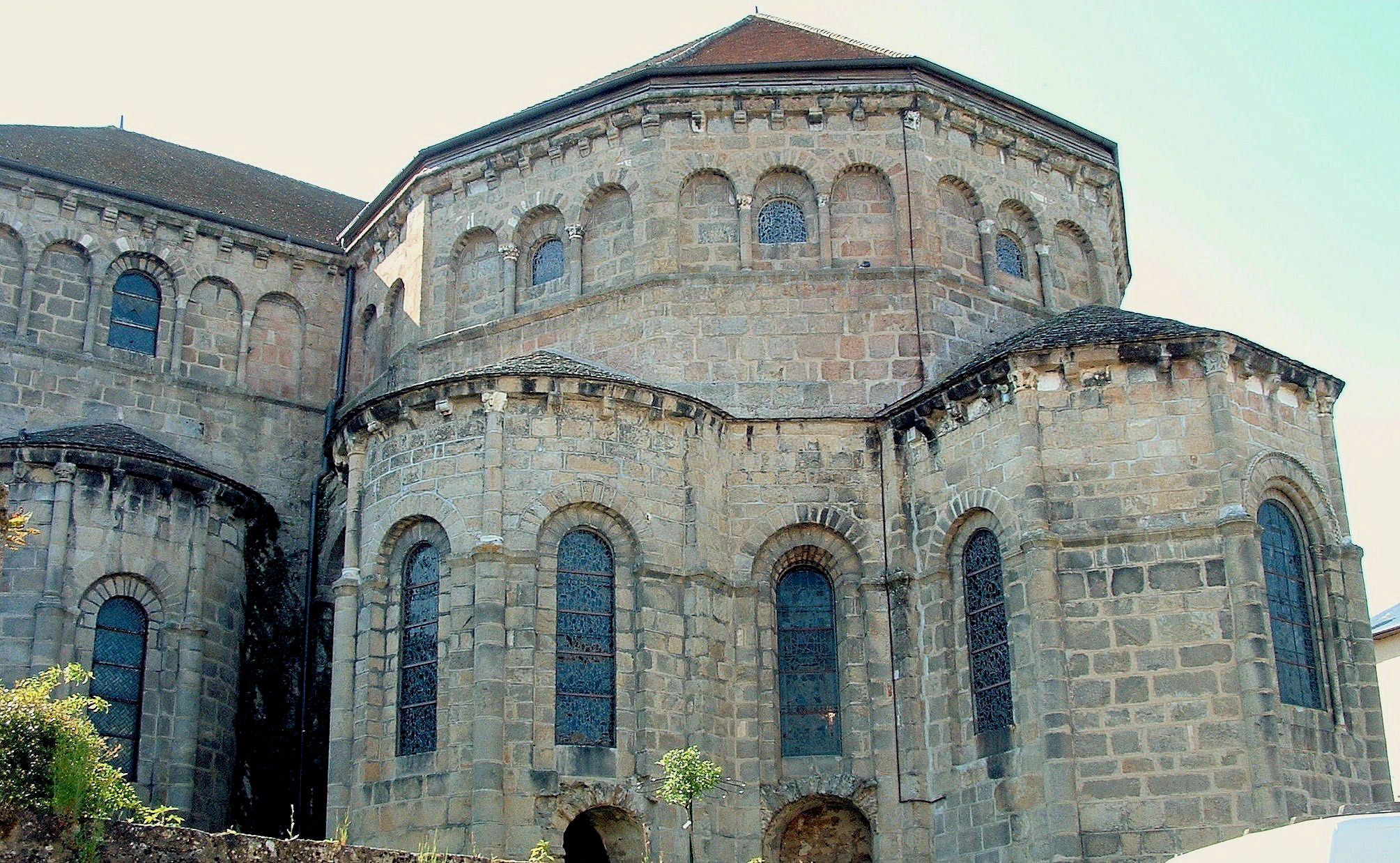
Chevet et bras sud du transept.
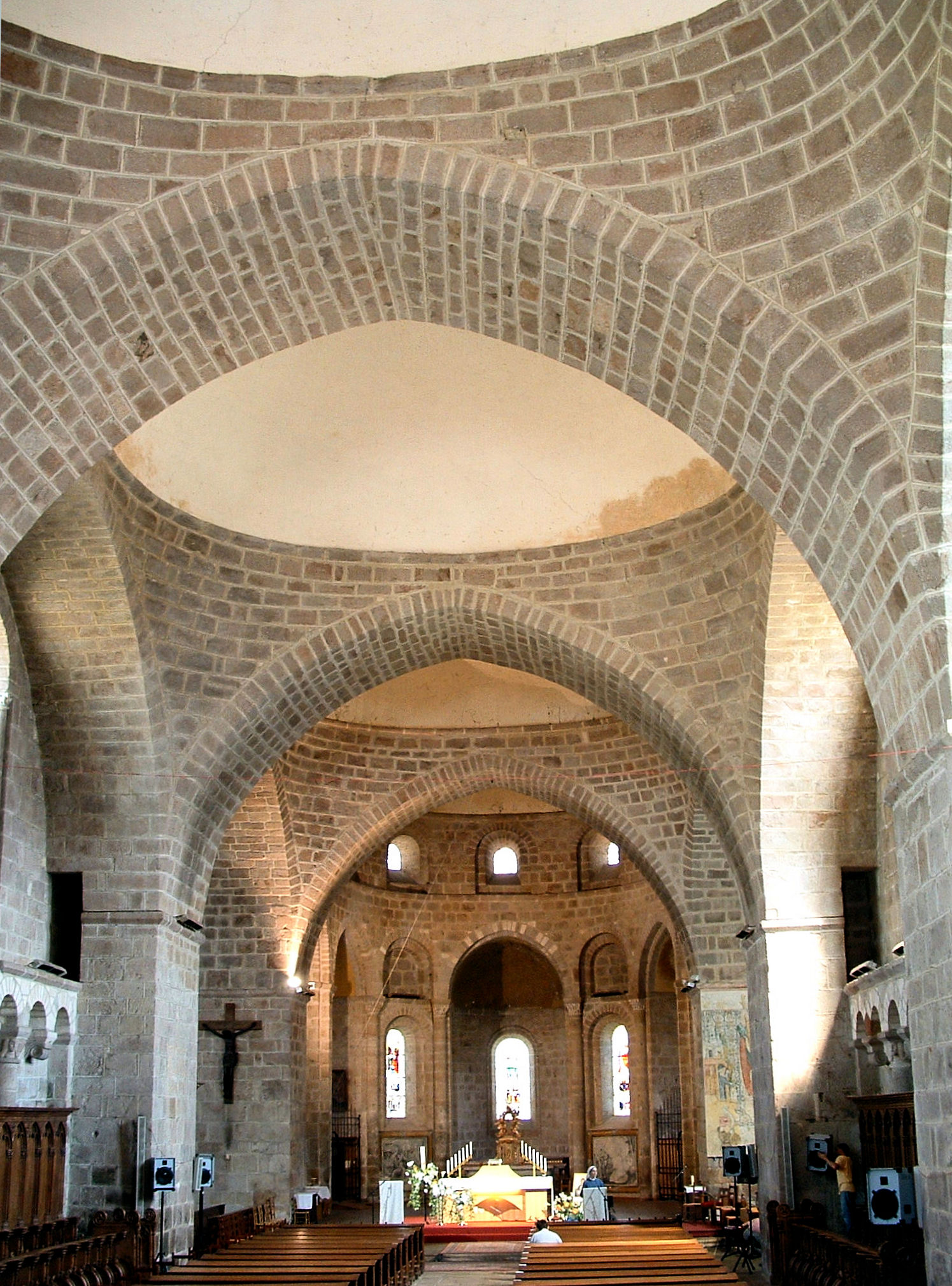
Nef sur file de coupoles.
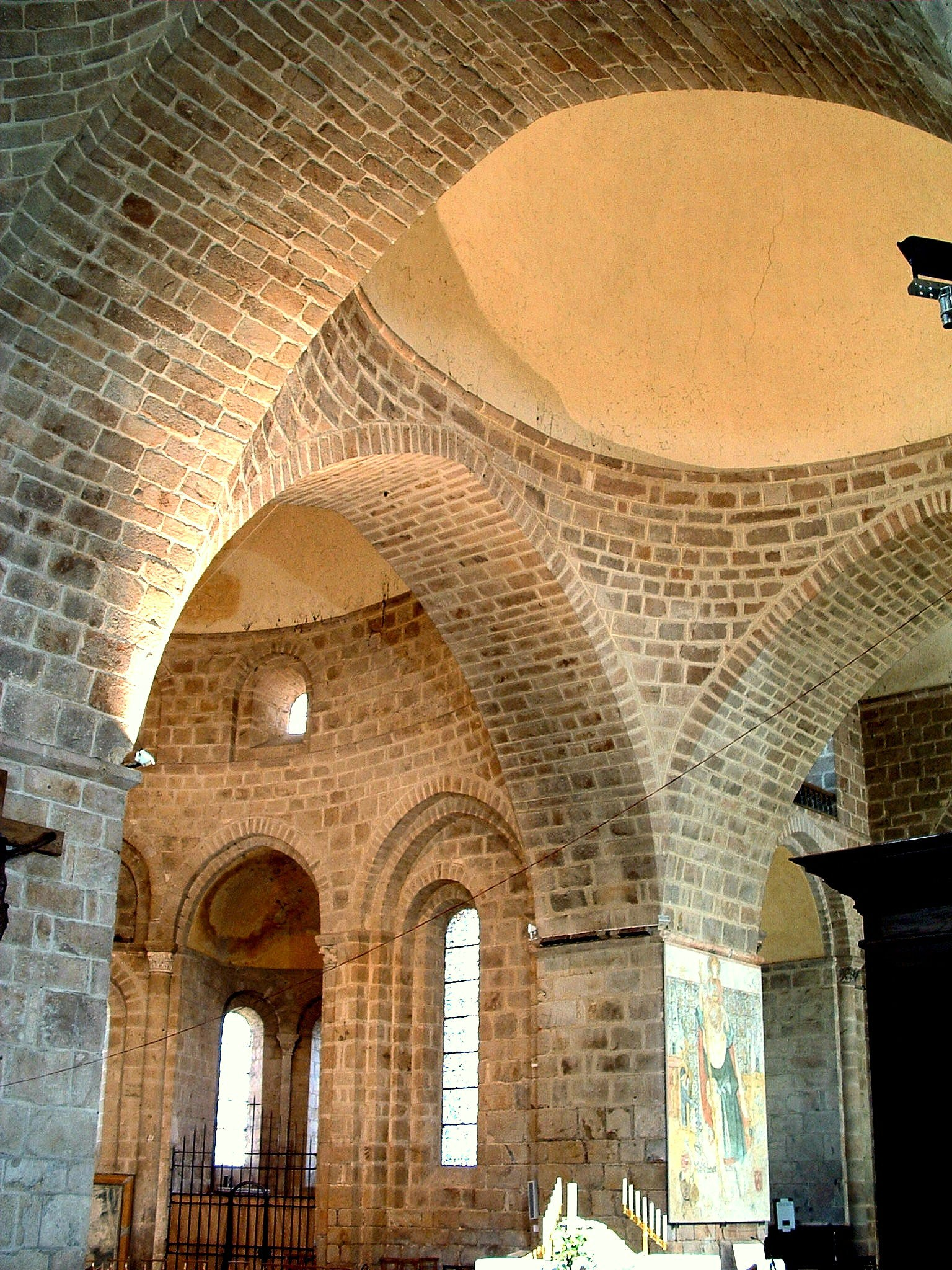
Croisée du transept.
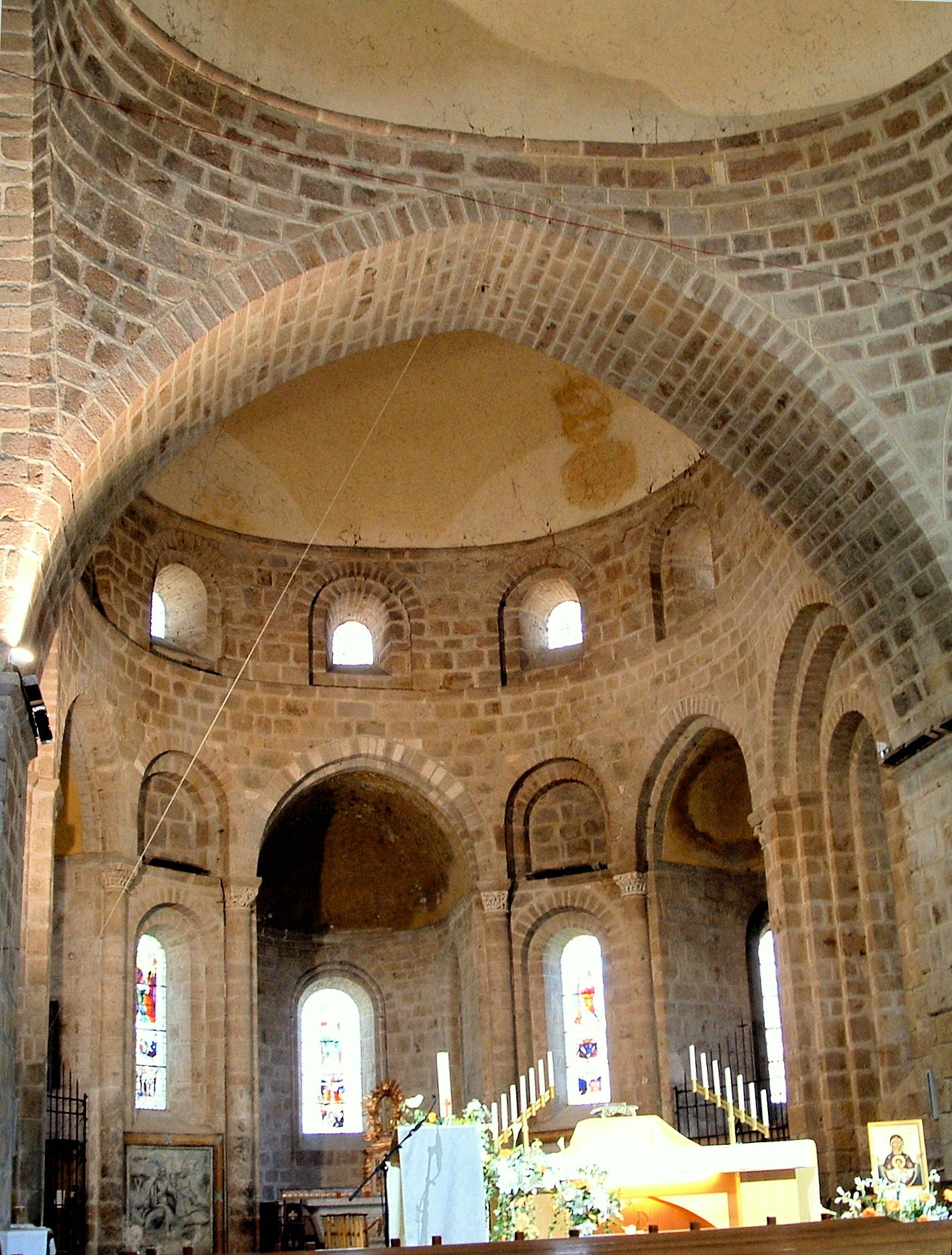
Chœur.
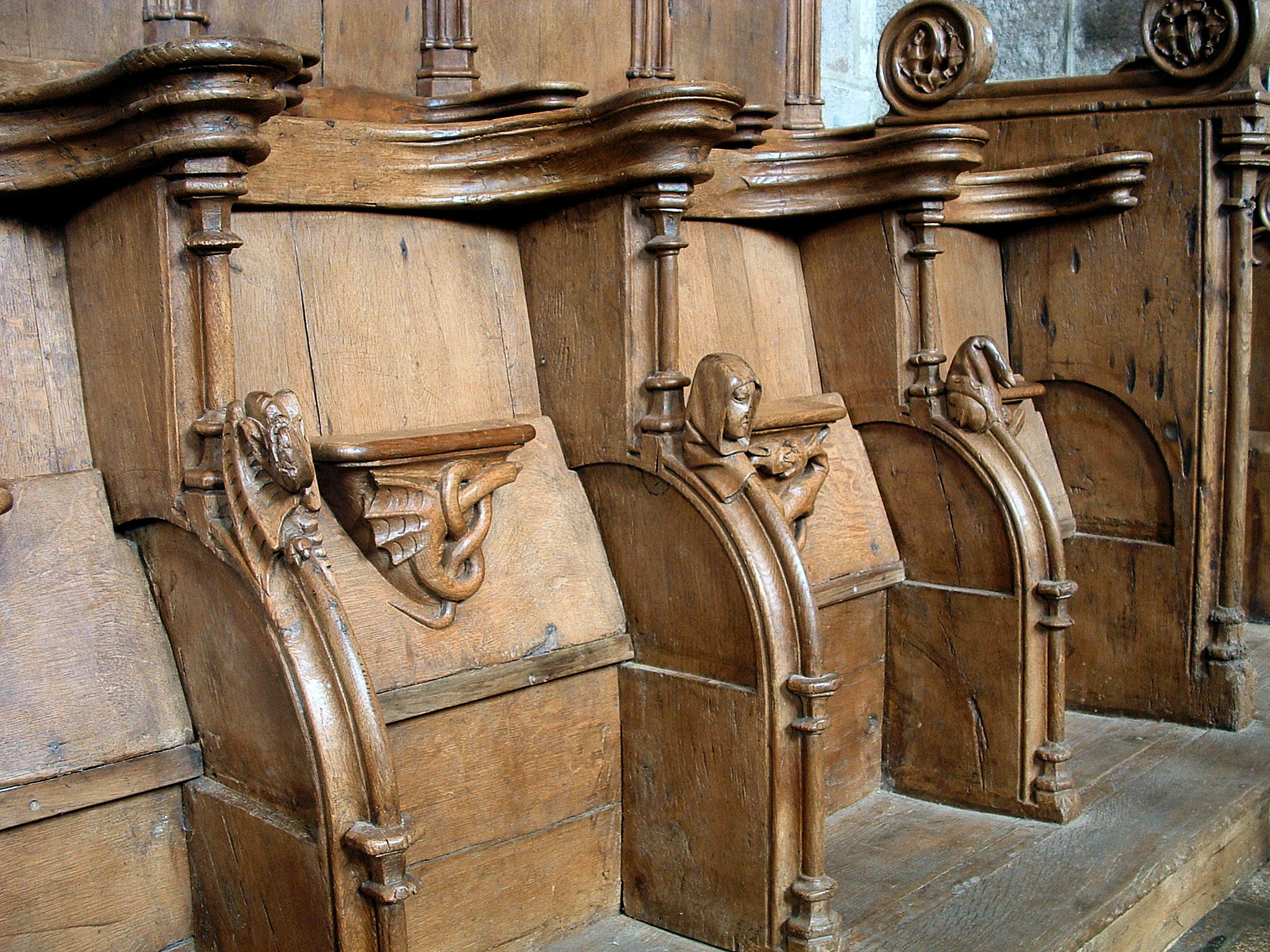
Stalles du XVe siècle.

Vues de la ville
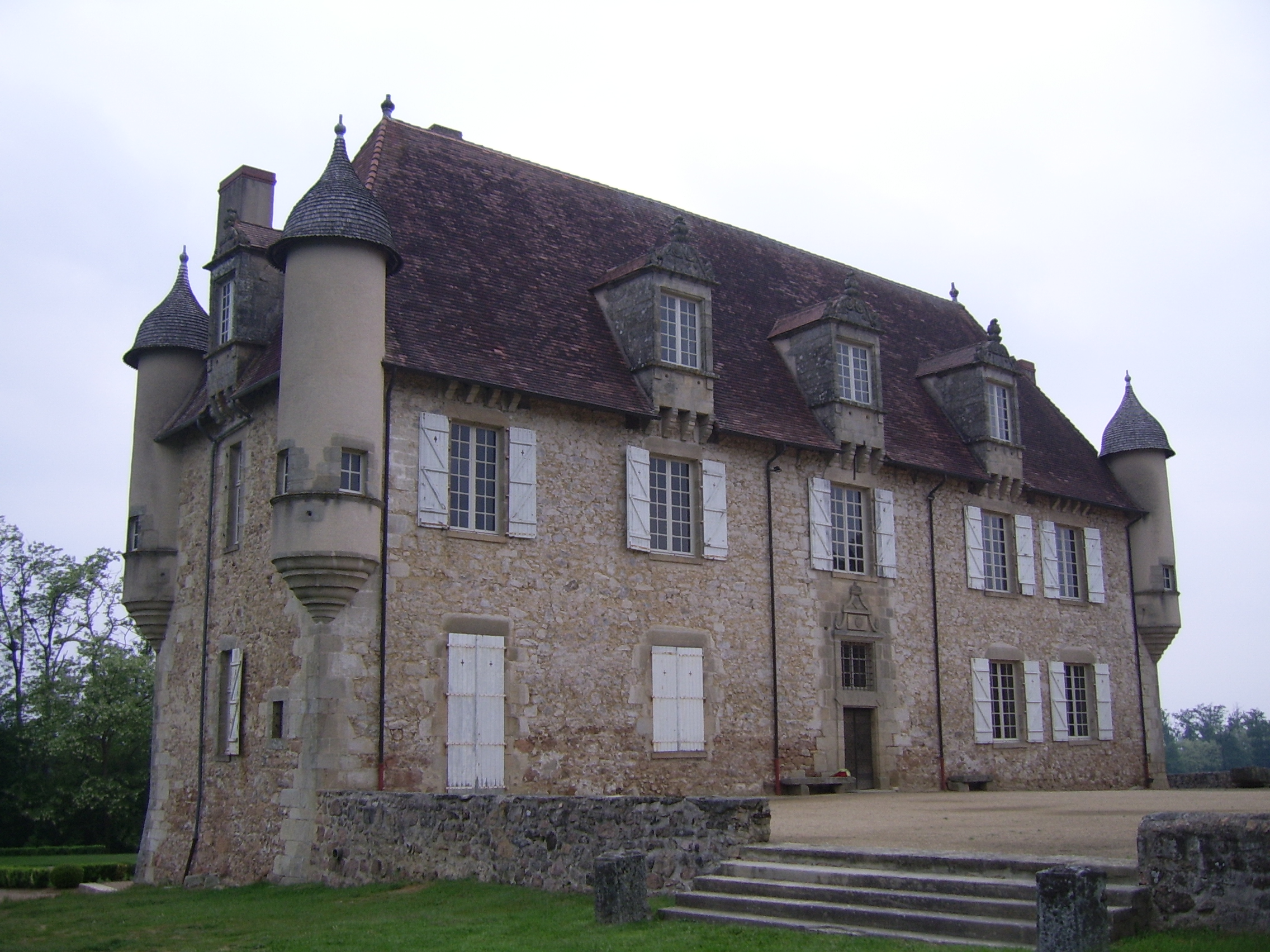
Le château de la Borie.
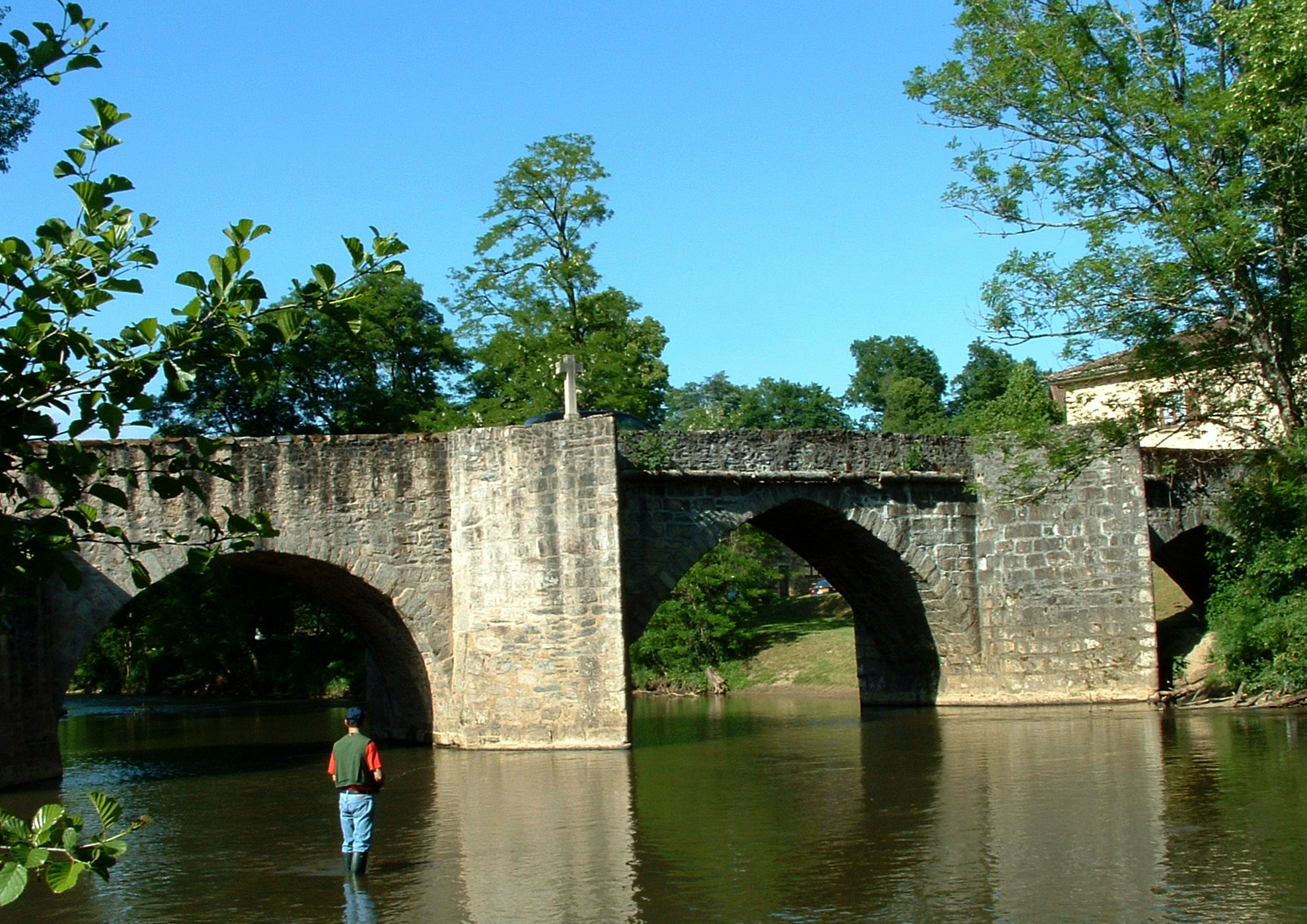
Pont Rompu vu de l'amont.
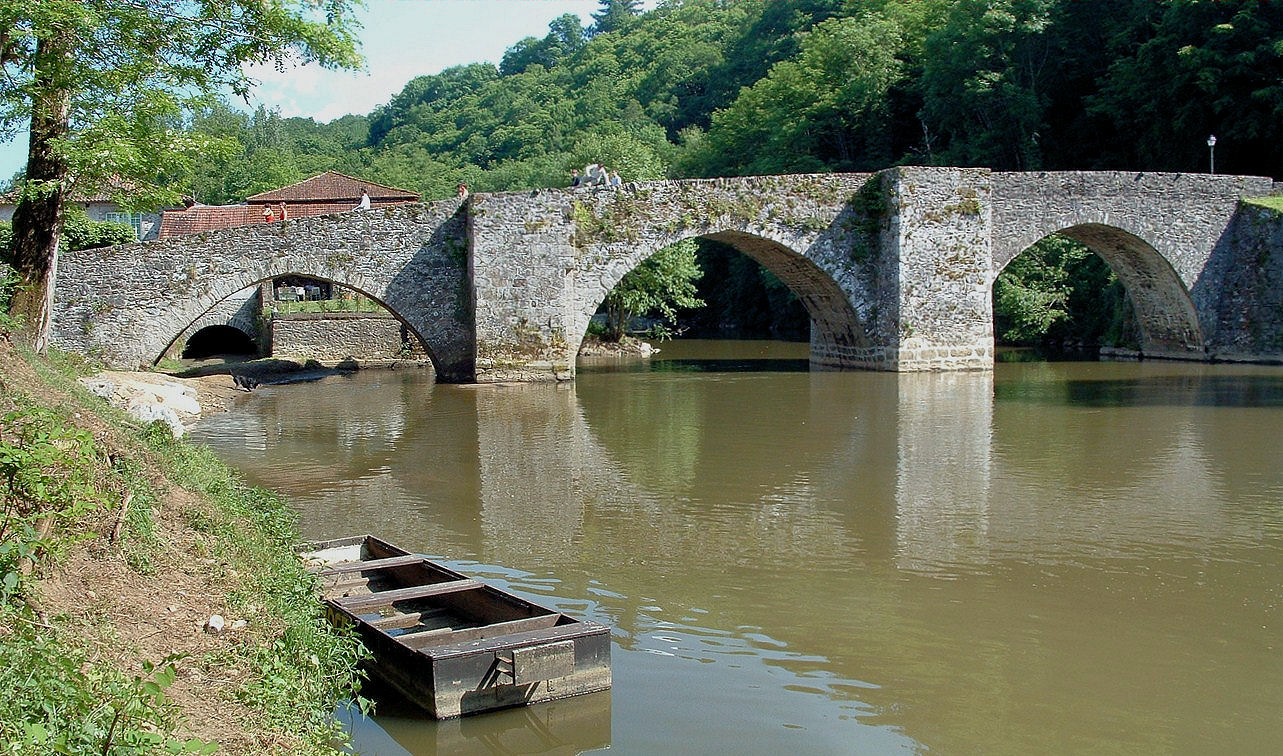
Pont roman.
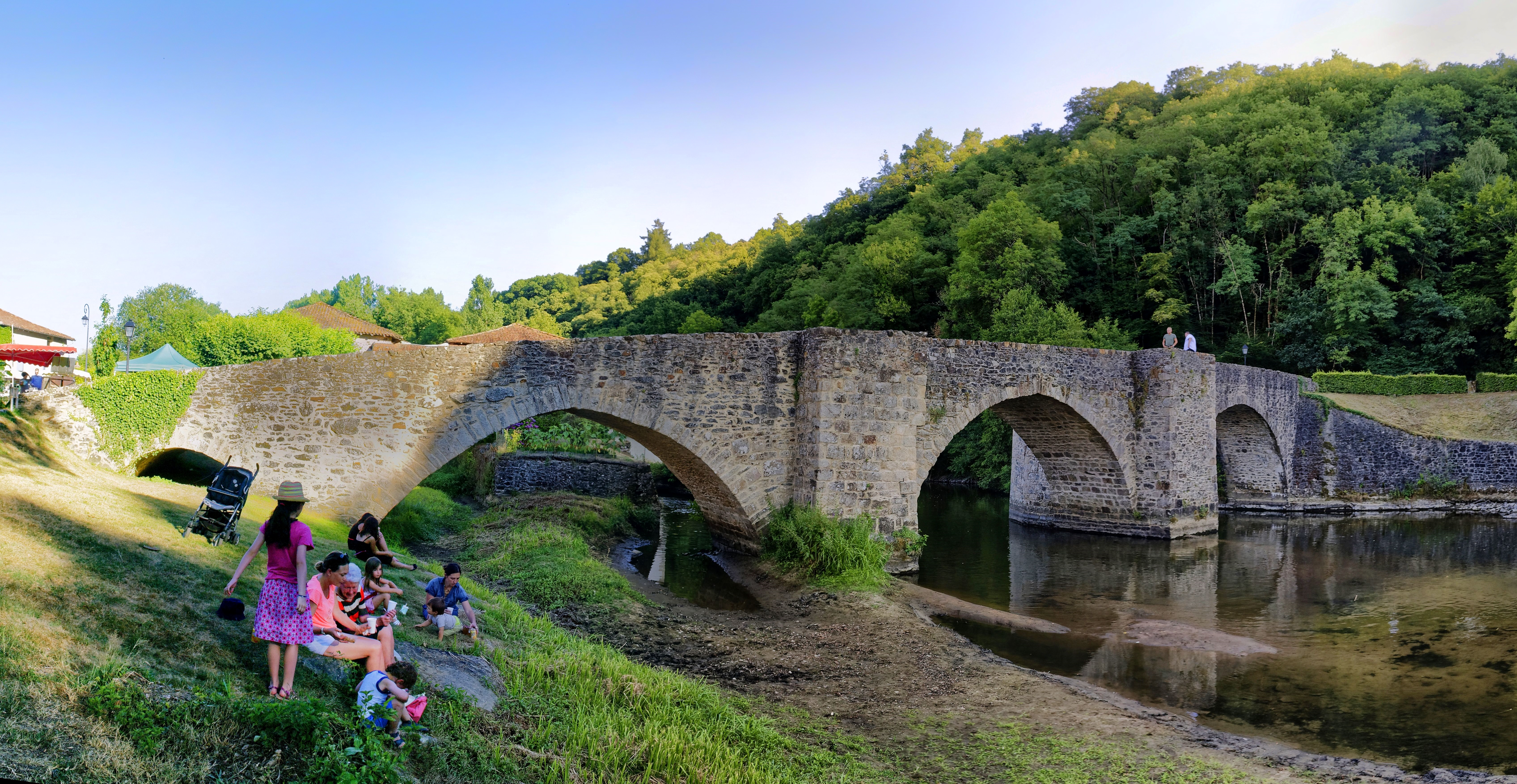
Vieux pont de Solignac vu depuis la berge côté ville.

### Personnalités liées à la commune
- Mathurin Jonchade (1757-1794), né à Solignac, prêtre, est curé de Solignac de 1788 à 1794 et déporté sur les pontons de Rochefort[40],[41] ;
- Le poète Joseph Mazabraud est né en 1816 à Solignac ;
- L'homme d'affaires et homme politique Jacques Lemaigre Dubreuil est né en 1894 à Solignac, son père Georges Léon (1864-1933) en fut maire pendant près de quarante ans. Les Lemaigre-Dubreuil étaient propriétaires du domaine de Bréjoux.
- Robert Schmidt (1909-1955) Résistant, maire de Solignac de 1953 à 1955, membre fondateur de Combat, membre du CNR, député MRP de la Haute-Vienne de 1946 à 1951.

### Héraldique
|  | Les armoiries de Solignac se blasonnent ainsi : Taillé de gueules et de sinople, à la crosse d'abbé d'argent brochante, à l'abbaye du lieu du même, essorée d'or, ajourée de sable, surbrochant le tout. |

### Solignac dans la littérature
Solignac est utilisé en sujet de rédaction française à la fin du troisième chapitre du roman de Jean Giraudoux Siegfried et le Limousin, publié en 1922.
En 1851, dans le tome V des Mystères du Peuple, Eugène Sue met en scène un père Bonaïk esclave et apprenti orfèvre à l'abbaye de Solignac du temps d'Éloi de Noyon.
La fondation de l'abbaye est rapportée dans l'Histoire de France de Jules Michelet.

## Étape
| Étape précédente Saint-Léonard-de-Noblat | Pèlerinage de Saint-Jacques-de-Compostelle Via Lemovicensis | Étape suivante Flavignac |

## Pour approfondir